# 삼각형함수

삼각형함수 예시

삼각형함수(三角形函數, triangular function, triangle function, hat function, tent function)는 그래프가 삼각형 모양을 갖는 함수이다.

## 정의
가장 일반적인 정의는 개별식 함수로 다음과 같다:
{\displaystyle {\begin{aligned}\operatorname {tri} (x)=\Lambda (x)\ &{\overset {\underset {\mathrm {def} }{}}{=}}\ \max(1-|x|,0)\\&={\begin{cases}1-|x|\qquad &|x|<1\\0\qquad &\mathrm {otherwise} \\\end{cases}}\end{aligned}}}
삼각형함수는 직사각형과 절댓값 함수의 결과로 표현할 수도 있다:
{\displaystyle \operatorname {tri} (x)=\operatorname {rect} (x/2)\left(1-|x|\right)}
가장 일반적인 형태의 경우 삼각형함수는 어떠한 선형 B-스플라인이 될 수 있다:
{\displaystyle \operatorname {tri} _{j}(x)={\begin{cases}(x-x_{j-1})/(x_{j}-x_{j-1})&x_{j-1}\leq x<x_{j}\\(x_{j+1}-x)/(x_{j+1}-x_{j})&x_{j}\leq x<x_{j+1}\\0&\mathrm {otherwise} \end{cases}}}

## 같이 보기
- 삼각파
- 삼각함수